# Белюнов, Пётр Павлович
Пётр Павлович Белюнов — советский хозяйственный, государственный и политический деятель.

## Биография
Родился в 1912 году в Оренбурге. Член КПСС с 1940 года.
С 1929 года — на хозяйственной, общественной и политической работе. В 1929—1969 гг. — заведующий иностранным столом Алма-Атинского окрисполкома, делопроизводитель особого отдела, контрразведывательного отдела Полпредства ОГПУ СССР по КАССР, секретарь особого отдела ПП
ОГПУ СССР по КАССР, уполномоченный особого отдела ПП ОГПУ СССР по КАССР, оперуполномоченный особого отдела НКВД Казахской ССР, оперуполномоченный особого отдела Казахского погранокруга (1937-39 гг.): офицер опергруппы НКВД СССР в Синьцзяне, начальник особого отделения Казахского погранокруга, начальник 1-го особого отделения НКВД Казахской ССР — начальник особого отдела Казахского погранокруга, начальник управления Рабоче-крестьянской милиции, заместитель наркома-министра внутренних дел Казахской ССР по милиции, заместитель министра госбезопасности — начальник Казахского Республиканского управления милиции, начальник управления милиции Казахской ССР, начальник управления милиции Узбекской ССР, преподаватель школы милиции в Ташкенте, инспектор учебного отдела МООП Узбекской ССР, старший инженер по
кадрам и спецработе управления «Минскпогрузжелдор»
Избирался депутатом Верховного Совета Казахской ССР 2-го и 3-го созывов, Верховного Совета Узбекской ССР 4-го созыва.
Умер в Минске в 1978 году.